# Alonso Martínez metróállomás
Alonso Martínez metróállomás Spanyolország fővárosában, Madridban a madridi metró 4-es, 5-ös és 10-es vonalán.

## Metróvonalak
Az állomást az alábbi metróvonalak érintik:
- 4-es metróvonal
- 5-ös metróvonal
- 10-es metróvonal

## Kapcsolódó állomások
A metróállomáshoz az alábbi állomások vannak a legközelebb:
- Colón (Pinar de Chamartín, 4-es metróvonal)
- Rubén Darío (Alameda de Osuna, 5-ös metróvonal)
- Tribunal (Puerta del Sur, 10-es metróvonal)
- Gregorio Marañón (Hospital Infanta Sofía, 10-es metróvonal)
- Bilbao (Argüelles, 4-es metróvonal)
- Chueca (Casa de Campo, 5-ös metróvonal)